# Stelis glacensis
Stelis glacensis är en orkidéart som beskrevs av Donald Dungan Dod. Stelis glacensis ingår i släktet Stelis och familjen orkidéer. Inga underarter finns listade i Catalogue of Life.